# العلاقات الجزائرية البوتانية
العلاقات الجزائرية البوتانية هي العلاقات الثنائية التي تجمع بين الجزائر وبوتان.

## مقارنة بين البلدين
هذه مقارنة عامة ومرجعية للدولتين:
| وجه المقارنة                                              | الجزائر                      | بوتان          |
| --------------------------------------------------------- | ---------------------------- | -------------- |
| المساحة (كم2)                                             | 2.38 مليون                   | 38.39 ألف      |
| عدد السكان (نسمة)                                         | 38.81 مليون                  | 807.61 ألف     |
| الكثافة السكانية (ن./كم²)                                 | 16.31                        | 21.04          |
| العاصمة                                                   | الجزائر                      | تيمفو          |
| اللغة الرسمية                                             | اللغة العربية، لغات أمازيغية | لغة دزونكا     |
| العملة                                                    | دينار جزائري                 | نغولترم بوتاني |
| الناتج المحلي الإجمالي (بليون دولار)                      | 170.37 مليار                 | 2.51 مليار     |
| الناتج المحلي الإجمالي (تعادل القوة الشرائية) بليون دولار | 582.63 مليار                 | 6.49 مليار     |
| الناتج المحلي الإجمالي الاسمي للفرد دولار أمريكي          | 4.21 ألف                     | 2.66 ألف       |
| الناتج المحلي الإجمالي للفرد دولار أمريكي                 | 14.19 ألف                    | 7.82 ألف       |
| مؤشر التنمية البشرية                                      | 0.745                        | 0.605          |
| رمز المكالمات الدولي                                      | +213                         | +975           |
| رمز الإنترنت                                              | .dz                          | .bt            |
| المنطقة الزمنية                                           | ت ع م+01:00                  | ت ع م+06:00    |

## منظمات دولية مشتركة
يشترك البلدان في عضوية مجموعة من المنظمات الدولية، منها:
| علم المنظمة | اسم المنظمة                        | تاريخ انضمام الجزائر | تاريخ انضمام بوتان |
| ----------- | ---------------------------------- | -------------------- | ------------------ |
|             | وكالة ضمان الاستثمار متعدد الأطراف | 4 يونيو 1996         | 21 أكتوبر 2014     |
|             | منظمة الشرطة الجنائية الدولية      | ?                    | ?                  |
|             | منظمة حظر الأسلحة الكيميائية       | ?                    | ?                  |
|             | الأمم المتحدة                      | 8 أكتوبر 1962        | 21 سبتمبر 1971     |
|             | مؤسسة التمويل الدولية              | 23 سبتمبر 1990       | 1 ديسمبر 2003      |
|             | يونسكو                             | 15 أكتوبر 1962       | 13 أبريل 1982      |
|             | مؤسسة التنمية الدولية              | 26 سبتمبر 1963       | 28 سبتمبر 1981     |
|             | البنك الدولي للإنشاء والتعمير      | 26 سبتمبر 1963       | 28 سبتمبر 1981     |
|             | الاتحاد البريدي العالمي            | ?                    | ?                  |
|             | الاتحاد الدولي للاتصالات           | 3 مايو 1963          | 15 سبتمبر 1988     |

## وصلات خارجية
- موقع وزارة الخارجية الجزائرية
- موقع وزارة الخارجية البوتانية